# ×Danthosieglingia
×Danthosieglingia là một chi thực vật có hoa trong họ Hòa thảo (Poaceae).

## Loài
Chi ×Danthosieglingia gồm các loài: